# Han Il-ryong
Han Il-ryong (koreanisch 한일룡; * 29. April 2000) ist ein nordkoreanischer Leichtathlet, der sich auf den Langstreckenlauf spezialisiert hat.

## Sportliche Laufbahn
Han Il-ryong nahm 2023 an den Asienspielen in Hangzhou teil und gewann dort in 2:13:27 h die Silbermedaille im Marathonlauf hinter dem Chinesen He Jie. Im Jahr darauf nahm er an den Olympischen Sommerspielen in Paris teil und lief dort nach 2:11:21 h auf dem 29. Platz ein und 2025 siegte er in 2:11:18 h bei den Marathon-Asienmeisterschaften in Jiaxing.

## Persönliche Bestleistungen
- 10.000 Meter: 29:59,4 min, 19. April 2018 in Pjöngjang
- Marathon: 2:09:42 h, 24. März 2024 in Wuxi (nordkoreanischer Rekord)